# Dyscia perdistincta
Dyscia perdistincta är en fjärilsart som beskrevs av Claude Herbulot 1957. Dyscia perdistincta ingår i släktet Dyscia och familjen mätare. Inga underarter finns listade i Catalogue of Life.